# Friedrich Otto Rudolf Sturm
Friedrich Otto Rudolf Sturm (Breslavia, 6 gennaio 1841 – Breslavia, 12 aprile 1919) è stato un matematico tedesco.
Il suo assistente di dottorato fu Heinrich Eduard Schroeter e Otto Toeplitz uno dei suoi dottorandi. E' accredito per il "Teorema di Sturm" basata sulla ricerca delle radici immaginarie complesse di una serie infinita di numeri interi.

## Opere

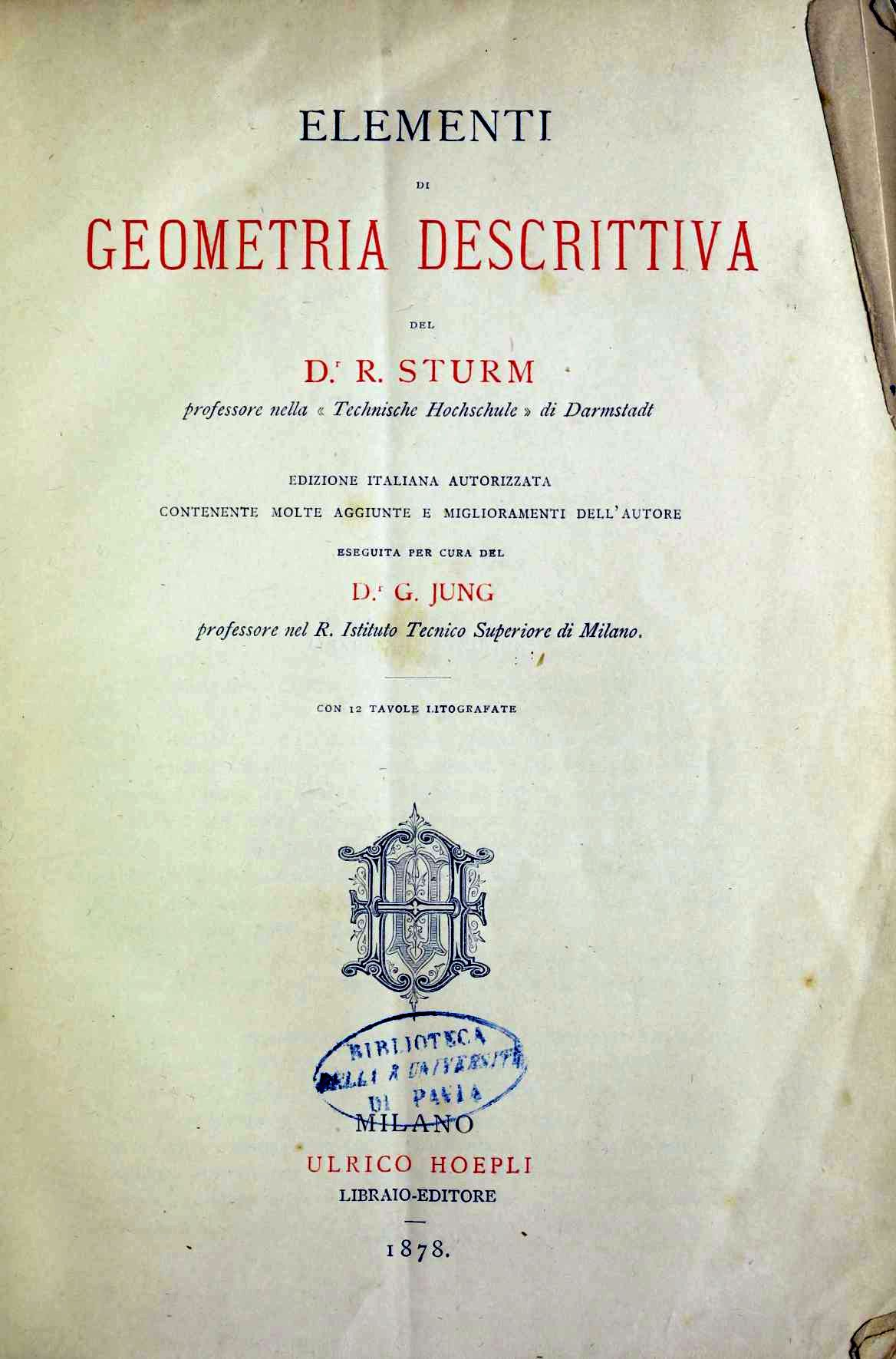
Elementi di geometria descrittiva, 1878

- (DE) Elemente der darstellenden Geometrie, Milano, Hoepli, 1878.